# Karel Eliáš
Karel Eliáš (* 4. května 1955 Cheb) je český právník, komercionalista a hlavní autor nového občanského zákoníku.

## Život
Vystudoval v roce 1979 Právnickou fakultu Univerzity Karlovy v Praze a roku 1982 získal na téže fakultě doktorát práv. Od té doby působil v podnikové sféře až do roku 1991, kdy se stal vědeckým pracovníkem Ústavu státu a práva AV ČR.
V roce 1993 nastoupil na Právnickou fakultu Západočeské univerzity v Plzni, kde vyučoval obchodní právo a kde byl od roku 1995 vedoucím katedry tohoto oboru. Později byl vedoucím katedry soukromého práva a civilního procesu, která vznikla sloučením kateder občanského, obchodního a pracovního práva. V roce 1998 se na Právnické fakultě Masarykovy univerzity v Brně habilitoval a v roce 2002 byl jmenován profesorem v oboru obchodního práva. V listopadu 2009 se stal proděkanem pro vědu a výzkum Právnické fakulty Západočeské univerzity v Plzni. V lednu 2011, poté co nebyl zvolen děkanem fakulty, rezignoval a ještě téhož roku z fakulty úplně odešel. Od té doby působí zejména na Ústavu státu a práva AV ČR jako vědecký pracovník a předseda redakční rady časopisu Právník.
Publikuje v mnoha odborných časopisech, zejména pak v Právníku, Právních rozhledech a v Ad notam. Je členem vědeckých rad na právnických fakultách v Brně, Olomouci, Plzni a Praze. V roce 2006 se stal členem Legislativní rady vlády a Právníkem roku v oboru občanské právo. Byl vedoucím rekodifikační komise pro přípravu nového občanského zákoníku a v lednu 2012 byl v rámci soutěže Právník roku 2011 uveden za výjimečný celoživotní přínos právu do Právnické síně slávy.
Dne 18. března 2025 byl zvolen členem Vědecké rady Akademie věd ČR na funkční období 2025–2029.

## Dílo
1. Vzory soudních podání. 3. díly, Praha : Prospektrum, 1992 a 1993
2. Obchodní společnosti. Praha : C. H. Beck, 1994
3. Společnost s ručením omezeným. Praha : Prospektrum, 1996
4. Akciová společnost. Praha : Linde, 2000
5. Kurs obchodního práva. Praha : C. H. Beck, 1997 (připravil koncepci trojsvazkové učebnice, kterou také z podstatné části napsal)
6. Sbírka příkladů z obchodního práva. Praha : C. H. Beck, 1997
7. Obchodní zákoník s výběrem judikatury od r. 1900. 3. vyd., Praha : Linde, 2000
8. Obchodní zákoník s výběrem judikatury od r. 1900. 5. vyd., Praha : Linde, 2006
9. Sbírka příkladů z obchodního práva. 3.vyd., Praha : C. H. Beck, 2006
10. Kurs obchodního práva. Obchodní závazky. 4.vyd., Praha : Linde, 2007
11. Občanský zákoník – Velký akademický komentář. Praha : Linde, 2008